# Ion Sensitive Field Effect Transistor
 (décembre 2015).
Si vous disposez d'ouvrages ou d'articles de référence ou si vous connaissez des sites web de qualité traitant du thème abordé ici, merci de compléter l'article en donnant les références utiles à sa vérifiabilité et en les liant à la section « Notes et références ».

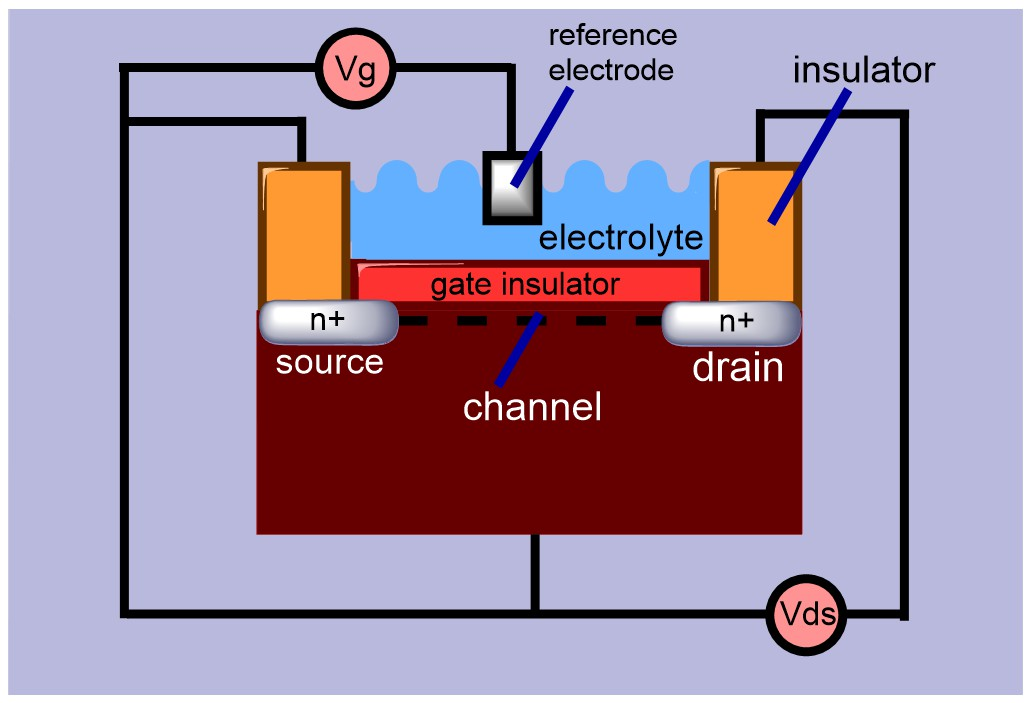
Schéma de fonctionnement d'un IFSET

L’ISFET, ou Ion Sensitive Field Effect Transistor, est un type de transistor à effet de champ dont la broche gate est sensible aux variations de concentration en ions. Sa principale utilisation est la mesure du pH.

## Principe
La broche gate est réalisée dans un matériau sensible à la concentration en ion hydrogène, ce qui fait varier la tension de seuil en conséquence. En pratique il s'agit de nitrure de silicium (Si3N4) ou d'oxyde d'aluminium (Al2O3) ou de tantale (Ta2O5).

## Avantages et inconvénients[1]

### Avantages
Comparativement au pH-mètre traditionnel à électrode au chlorure d'argent (calomel), le pH-mètre à ISFET est :
- plus résistant (en particulier, le risque de casse de l'ampoule de verre posant des problèmes dans l'industrie alimentaire est éliminé)
- plus robuste (la partie sensible du capteur peut être nettoyée à la brosse à dents)
- plus facile à stocker (peut être stocké au sec alors que la sonde d'un PH-mètre traditionnel doit être stockée dans un liquide pour éviter sa déshydratation).
- plus rapide (temps de réponse très court donnant une mesure rapide)
- plus précis pour les valeurs de PH extrêmes

### Inconvénients
Comparativement au pH-mètre traditionnel à électrode au chlorure d'argent (calomel), le pH-mètre à ISFET est :
- plus cher
- présente une dérive dans le temps (nécessite un étalonnage régulier)
- très sensible à la température (et peut même être détérioré par des changements rapides de température)
- n'est pas interchangeable avec les sondes PH classiques
- est détérioré par certains produits tels que le chlore